# Valkyria Chronicles (jeu vidéo)
Valkyria Chronicles, appelé Senjō no Valkyria -Gallian Chronicles- (戦場のヴァルキュリア -Gallian Chronicles-) en version originale japonaise, est un jeu vidéo développé par Sega Wow et édité par Sega, sorti en 2008 sur la console PlayStation 3. Il s'agit d'un tactical-RPG, un type de jeu de stratégie à l'échelle tactique intégrant un système d'évolution propre au jeu de rôle. Le projet est produit par Ryutaro Nonaka et dirigé par Shuntaro Tanaka. Valkyria Chronicles Remastered, l'adaptation du jeu sur PlayStation 4, sort le 17 mai 2016 en France, elle propose une définition d'image en 1080p et 60 images par seconde, avec l'intégralité des contenus téléchargeables précédemment publiés.
L'histoire prend place dans une Europe alternative des années 1930, marquée par la guerre opposant la Fédération Atlantique à l'Alliance Impériale. La principauté de Gallia, petite nation indépendante située entre les deux superpuissances, lutte contre l'invasion de l'Empire, intéressée par ses ressources minières. Le récit suit l'épopée de Welkin Gunther au commandement d'une escouade de la milice. La résurgence de la race Valkyrur, au statut mythique, pourrait changer le cours de la guerre.
Valkyria Chronicles est salué pour son système de jeu original, qui se démarque des conventions du genre en mêlant temps réel et tour par tour, ainsi que pour ses graphismes au rendu dessiné et sa bande-son, composée par Hitoshi Sakimoto. Le jeu est adapté en anime et en manga, et un second épisode, Valkyria Chronicles II, sort en 2010 sur PlayStation Portable.

## Système de jeu
La progression est découpée en chapitres qui contiennent une ou deux missions jouables. Chaque mission prend la forme d'une opération militaire (il n'y a pas de phases d'exploration). Le système de jeu, baptisé BLiTZ (Battle of Live Tactical Zones), mélange stratégie au tour par tour et action tactique en temps réel. Le joueur planifie la tactique de l'opération et prend part aux actions de chaque unité de manière active. Il gère aussi le recrutement des membres de l'escouade et l'évolution de leurs compétences et de leurs équipements.

### Déroulement
Après le briefing de l'opération, le joueur choisit les unités qui vont participer, généralement un char de combat et une dizaine de soldats, et les affecte aux emplacements prédéfinis de départ. La bataille se déroule au tour par tour, constitué d'une phase joueur puis d'une phase ennemi. À chaque tour, le joueur utilise un nombre limité de points de commandement (CP) pour déployer une à une ses unités sur le champ de bataille. La sélection des unités s'effectue dans le « mode Commandement », qui présente la carte des lieux en vue de dessus, avec la position et l'orientation des unités alliées et ennemies (si précédemment repérées).
Une fois une unité sélectionnée, le joueur passe ensuite dans le « mode Action » et contrôle le personnage (ou le char) en temps réel sur le champ de bataille, en vue à la troisième personne. Il peut le déplacer dans la limite des points d'action (AP) disponibles et tirer à vue (une fois par déploiement). Les soldats ennemis sont actifs durant cette phase : ils font feu dès qu'un allié à portée entre dans leur champ de vision (une « interception »), et ripostent en s'orientant automatiquement dans la direction de l'agresseur. Le joueur est amené à tirer parti des spécificités des unités pour progresser le plus efficacement possible, en utilisant l'environnement pour se couvrir et en élaborant des manœuvres de diversion et des attaques furtives. Le positionnement et l'orientation des unités permet de maximiser les chances d'interceptions durant la phase ennemi. Cette dynamique plonge davantage dans l'action qu'un tour par tour classique. Un système de liens colorés indique si le personnage est repéré par les ennemis et s'ils sont à portée de faire une interception ou une riposte. Durant la phase ennemi, le joueur observe le déploiement des soldats ennemis depuis la perspective de ses propres unités (depuis la carte en cas de hors champ).
Le règle de jeu présente certaines subtilités, comme le fait de pouvoir économiser des points de commandement pour les tours suivants, de pouvoir déployer une unité plusieurs fois de suite dans un même tour (mais les points d'action sont réduits d'un tiers à chaque fois), ou encore de pouvoir recourir à des ordres de commandement (retraite expresse, augmentation de la défense, tirs d'artillerie, soins instantanés, etc) au prix de quelques CPs (suivant le type d'ordre).

### Caractéristiques

Logotype de la version japonaise.

L'objectif des missions est généralement l'occupation de la base militaire principale de l'ennemi. D'autres types d'opération sont proposés, comme l'infiltration vers un point de ralliement, le sabotage et l'interception de véhicules, le siège de place-forte et la défense de position. Le joueur perd la partie si sa base principale alliée est annexée, si le char Edelweiss est détruit ou si toute l'escouade est décimée.
Les ennemis disposent des bases intermédiaires au milieu du champ de bataille qui leur permet d'appeler des renforts. L'annexion de ses bases permet de disposer de sa propre réserve (appel de renforts après des pertes, échange de soldats à des fins tactiques). Une unité qui stationne sur une base recouvre plus rapidement ses points de dommage (HP), ravitaille en munitions, et renforce sa constitution (attaque, défense).

#### Cartes
Les missions se déroulent dans des environnements variés, tels que clairière, village, forêt, plaine, désert, ville, zone industrielle, plage et forteresse. La superficie des cartes n'excède pas le kilomètre carré. La topographie des lieux (relief, voies d'accès, bâtiment) tient une place cruciale compte tenu du système de jeu, basé sur les déplacements, la capacité à voir l'ennemi et à se couvrir. Les environnements proposent des interactions contextuelles : les personnages peuvent se tapir dans l'herbe haute, s'accroupir dans une excavation ou derrière un mur de sac de sable, utiliser une échelle pour accéder aux toits des bâtiments ou aux tours de guet, activer un monte-charge, ouvrir un portail ou utiliser un train minier. La visibilité peut être altérée par les conditions climatiques (nuit, tempête de sable) et l'utilisation de fumigènes. La mobilité peut être réduite ponctuellement par des tirs d'artillerie qui frappent une large zone de terrain.

#### Type d'unités
Il existe deux types d'unités : les soldats et les chars.
Les soldats se répartissent en cinq classes (éclaireur, soldat de chocs, lancier, tireur de précision et ingénieur), qui se caractérisent par la mobilité (point d'action), le type d'arme et d'équipements utilisé, l'étendue du champ de vision et la capacité à intercepter et à riposter. Le rapport des forces répond à un schéma triangulaire classique (lancier > char > infanterie). Le point faible des soldats est la tête. Certains soldats sont des officiers : leur présence sur le terrain ajoute un point de commandement supplémentaire par tour, et leur mort prive donc leur camp de ce point. Les soldats passent élite lorsque leur classe atteint le niveau 11, et débloquent de nouvelles capacités.
Tous les soldats ou presque disposent d'une grenade à main et d'un kit de soins. Les kits de soins sont d'utilisation illimitée. Les grenades à main sont des munitions limitées, ce qui signifie qu'il n'est pas possible d'en utiliser plus que le nombre en stock, à moins d'être ravitaillé par un ingénieur. Les munitions limitées sont ravitaillées d'une par phase.
- L'éclaireur (scout) est équipé d'un fusil à moyenne portée. Il est très mobile, ce qui le rend utile dans la reconnaissance du terrain et le repérage des ennemis, et dispose de bonnes capacités d'interception. Il dispose également d'une grenade à main et d'un kit de soins. Lorsqu'il passe élite, il acquiert la capacité de projeter sa grenade avec son fusil (autorisant des tirs en cloche bien plus loin et plus haut qu'un lancer manuel).
- Le soldat de chocs (shocktrooper) est équipé d'une mitrailleuse. Puissant et résistant, il excelle dans le combat à courte portée. Il dispose également d'une grenade à main et d'un kit de soins. Lorsqu'il passe élite, il acquiert un lance-flammes. Celui-ci est très efficace contre les unités abritées derrière des barricades, et couvre une large zone.
- La lancier (lancer) est équipé d'un lanceur de roquettes (en forme de lance : la pointe est le projectile), qui lui permet d'endommager les chars. Sa faible mobilité et son incapacité à riposter le rendent vulnérable aux attaques des autres classes de fantassins, et le nombre limité de roquettes l'oblige très souvent à être assisté par un ingénieur. Par contre, il dispose d'une protection renforcée, supérieure aux autres soldats, conçue pour se protéger du souffle. Il dispose également d'un kit de soins.
- Le tireur d'élite (sniper) est équipé d'un fusil de précision (balles limitées) et est peu mobile et peu résistant. Il dispose du même kit de soins que les autres, et peut donc se soigner ou soigner un autre soldat. Il ne peut pas riposter lorsqu'il se fait attaquer.
- L'ingénieur apporte un soutien logistique durant la bataille. Il dispose d'un fusil similaire à l'éclaireur, de trois grenades à main, d'un kit de soins, et du matériel pour réparer les chars. De plus, il peut également désamorcer les mines (antipersonnel et antichar), réparer des barricades détruites, et surtout recharger en munitions (y compris grenades et mortiers) les autres unités.

Le char de combat a un rôle critique : il dispose d'une puissance de feu importante (canon, mitrailleuse, tir de mortier et fumigène) et son blindage résiste aux armes ordinaires. Il peut servir de couverture aux soldats et renverser des fortifications et des ruines. Sa mobilité peut être réduite si la jauge de points de chenille (THP) atteint zéro. Son point faible est le radiateur à l'arrière, dans lequel un seul tir de roquette suffit (presque toujours) à détruire le char. Son déploiement consomme deux points de commande (contre un seul pour un soldat). Le char Edelweiss, dans lequel le commandant Welkin opère, est quasi-systématiquement affecté aux missions.
Les unités ennemies comprennent aussi des canons d'artillerie et des mitrailleuses automatiques, parfois installés dans des casemates, et des véhicules de guerre aux propriétés spéciales.

#### Gestion de l'escouade
L'escouade comprend vingt soldats, recrutés par le joueur parmi une cinquantaine, avec la possibilité de faire appel à de nouveaux postulants au fil de l'aventure. Chaque personnage présente une identité, une apparence et des traits de caractères uniques. Le joueur est amené à tenir compte de leur « potentiels » de personnalité (préférences, aversions) et de combat (compétences spéciales), et de leur affinités avec les autres personnages pour maximiser leur performances et créer des attaques collaboratives. Les personnages secondaires peuvent disparaitre définitivement de la partie s'ils ne sont pas secourus à temps durant les combats. Trois personnages de Skies of Arcadia (2000) font un caméo (Vyse, Aika et Fina).
À la fin de chaque bataille, le joueur remporte des points d'expérience et de l’argent en fonction des performances, basées sur le nombre de tours utilisé pour terminer l'opération. Lorsque le joueur débloque le quartier général de la milice, à Randgritz, peu après le début du jeu, il peut dépenser expérience et argent en vue d'améliorer son escouade :
- Les points d'expérience sont utilisés au terrain d'entrainement, pour augmenter le niveau de chaque classe. À chaque niveau débloqué, des potentiels de combat et des ordres de commandement deviennent disponibles. Il y a 20 niveaux maximum par classe, et au niveau 11, la classe devient élite.
- L'expérience permet également d'apprendre de nouveaux ordres de commandement auprès d'un vieux soldat qui se promène dans le cimetière militaire.
- Les fonds servent à financer le développement et l'amélioration des armes, des équipements et des chars. Les évolutions pour chaque élément se débloquent au fur et à mesure des missions, et il devient alors possible de les développer via le centre de recherche/développement de Gallia. Au bout de quelques évolutions, il devient également possible de se spécialiser dans un type d'arme privilégiant un aspect au détriment des autres (précision, dégâts, effets secondaires, taille du chargeur, zone d'effet, etc.).
- L'argent permet aussi de soutenir la journaliste de l'escouade 7, en lui achetant des reportages exclusifs (ceux-ci débloquent des pans d'histoire annexes et des missions spéciales).

Au quartier général, le joueur peut également faire évoluer les membres de son escouade, et attribuer individuellement ou par classe l'équipement aux soldats (armes issues de la R&D, prises sur les ennemis vaincus, ou obtenues en récompense par la royauté).

### Modes de jeu et contenu additionnel
Le jeu propose vingt-deux missions à travers les chapitres principaux de l'histoire, cinq missions à travers les chapitres annexes (centrés sur les principaux protagonistes), et neuf escarmouches, des missions sans développement narratif situées sur des cartes du mode principal. Seules les escarmouches sont disponibles dans des niveaux de difficultés variables, ce qui s'accompagne d'une configuration totalement différente des unités. Lorsque le joueur a terminé une partie, il peut recommencer une partie New Game +, qui préserve les évolutions précédemment acquises.
Sega a commercialisé du contenu additionnel à télécharger : un chapitre centré sur le personnage d'Edy Nelson intitulé Entrer dans le détachement d'Edy (une mission); un mode de difficulté Hard EX pour les escarmouches; un chapitre consacré à Selvaria Bles intitulé Derrière sa flamme bleue (quatre missions) et un autre chapitre à l'effigie d'Edy Nelson, Le Défi de l'équipe d'Edy ! (six missions). Au Japon, les deux premiers packs sont commercialisées le 8 août 2008, le troisième le 31 octobre 2008 et le quatrième le 25 juin 2009. En occident, les trois premiers packs sont sortis le 16 avril 2009 et la quatrième, le 25 février 2010 (4,99 $; 3,99 € l'unité).

## Univers fictionnel
L'histoire se déroule dans les années 1930 sur le continent Europa, une version fantaisiste de l'Europe. Elle raconte la chronique d'une escouade de miliciens dans la lutte pour la liberté de leur terre natale, Gallia. Les évènements prennent pour cadre la Seconde Guerre Européenne, conflit opposant les blocs de la Fédération Atlantique à l'ouest et de l'Alliance Impériale à l'est. Le récit est conté par Irene Koller, correspondante de guerre, à travers son livre mémoire On the Gallian Front.
La principauté de Gallia, petite nation située au nord-ouest du continent, est une monarchie constitutionnelle régie par la maison Randgriz. Le pays se caractérise par sa politique de neutralité et de conscription. Il est bordé à l'ouest et au nord par la mer du Nord, et à l'est et au sud par les pays des deux blocs. Il peut être comparée à la Suisse, pour sa neutralité, le système de milice, les références à l'Edelweiss, et aux Pays-Bas, pour sa situation géographique, son régime politique et son imagerie champêtre. La monnaie officielle est le ducat. Les terres de Gallia sont riches d'importantes ressources en ragnite, un minerai qui constitue une source d'énergie essentielle dans les domaines militaire et industriel. La capitale du pays est Randgriz, l'une des plus anciennes cités du continent. Sa citadelle abrite le château de Randgriz, demeure de la princesse Cordelia. La lignée des Randgriz est respectée pour descendre des Valkyrur, un ancien peuple reconnu pour être au fondement de la civilisation moderne du continent.

### Résumé de l'histoire
L'histoire débute par la rencontre inopinée de Welkin Gunther, jeune homme de 22 ans, diplômé en sociologie animale, et d'Alicia Melchiott, apprentie boulanger de 19 ans, dans leur village natal de Bruhl, situé à proximité de la frontière Est de Gallia. Tandis que l'Empire a déjà entamé sa marche dans Gallia, forçant les habitants à l'exode vers la capitale, Welkin et Alicia s'illustrent lors d'une escarmouche dans Bruhl.

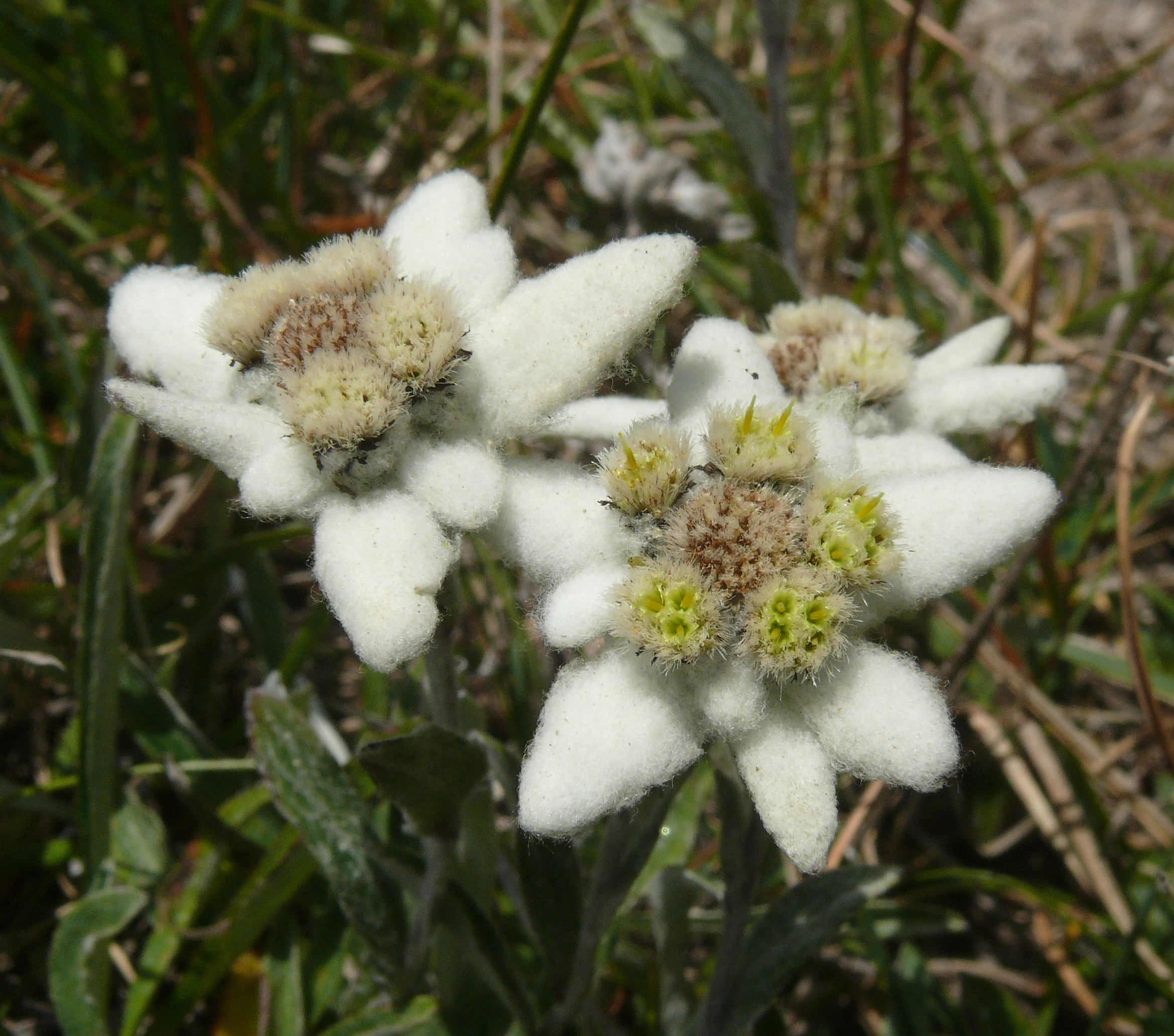
L'Edelweiss, symbole d'espoir pour les héros.

La déclaration de guerre de Gallia est actée quelques jours plus tard, le 15 mars 1935. Les citoyens gallians sont amenés à intégrer l'armée de milice. Le capitaine Eleanor Varrot, à la tête du 3e régiment, désigne le lieutenant Welkin commandant en chef de l'Escouade 7 (Squad 7). La troupe comprend dans ses rangs l'éclaireur Alicia, le lancier Largo Potter, le soldat de choc Rosie Stark, et l'ingénieur et pilote de char Isara Gunther, sœur adoptive de Welkin. Les forces impériales de l'invasion gallianne sont commandés par le prince impérial Maximilian. Les chefs des trois fronts militaires sont les généraux Berthold Gregor et Radi Jaeger et le général de brigade Selvaria Bles, membres de la Triumviri.
Lors de sa première opération, l'escouade participe à la prise du Grand Pont de Vasel, une voie stratégique vers la capitale. Après la traversée de la forêt ancienne de Kloden, frontière naturelle avec l'Empire, où elle prend le contrôle d'une base d'approvisionnement, l'escouade part en patrouille dans le désert de Barious. Balayé par de violentes tempêtes de sable, le site abrite les vestiges d'une cité millénaire et un temple Valkyrur. Welkin et son ami Faldio Landzaat, chef de l'Escouade 1 et diplômé en archéologie, partent visiter le temple en compagnie d'Alicia. Faldio leur explique que la race Valkyrur, au statut mythique, a vraiment existé. Les parois du temple sont recouvertes d'inscriptions qui décrivent la Calamité Darcsen. Selon cette thèse, largement ancrée dans la population, le peuple Darcsen aurait jadis percé les propriétés secrètes de la ragnite et tenté de conquérir le continent en dévastant ses cités. Les Valkyrur seraient alors apparus en provenance du nord, armés de lances à la flamme bleue sacrée, pour sauver le continent des ravages Darcsens, dans ce qui est décrit comme la Guerre des Valkyrur. Ces évènements sont à l'origine de l'oppression des Darcsens, qui a perduré à travers les âges, et se manifeste encore aujourd'hui à travers le rejet et le ressentiment d'une partie de la population et le racisme par le travail forcé dans les camps de concentration de l'Empire. La plupart des Darcsens travaillent dans les milieux ouvriers et mineurs itinérants. Dans le temple, les trois jeunes gens découvrent une chambre souterraine secrète où ils surprennent Maximilian et Selvaria. Dans le combat qui suit à l'extérieur, les miliciens font face au Botomys, un char massif de Maximilian, et à une Selvaria déchaînée, à l'épreuve des balles et des obus, qui porte une lance et un bouclier, tel qu'est décrite la guerrière Valkyria dans la légende. En endommageant le char, l'escouade parvient à faire fuir les opposants.
Durant l'été 1935, l'escouade est de retour à la capitale. Welkin est convié à un banquet organisé par la maison Randgriz, où il est fait état d'une alliance entre Gallia et la Fédération. Le rapprochement est orchestré par Maurits von Borg, premier ministre de Gallia et régent de la princesse Cordelia. Pour la Fédération, la réunion est le prétexte à la tentative d'enlèvement de la princesse Cordelia, que l'escouade déjoue en interceptant le véhicule en fuite dans les rues de la ville. La milice participe ensuite à la libération de Fouzen, ville d'exploitation minière au nord-ouest de Gallia. Le site abrite un camp de travail où l'escouade rencontre un informateur Darcsen, Zaka, qui les aide à saboter une voie de chemin de fer (entraînant la mort du Général Gregor). La milice progresse jusqu'aux côtes de la Mer du Nord et prend d'assaut le Marberry Shore, un campement fortifié sur le rivage. La jeune Isara est mortellement blessée à la fin de l'opération.
Après ces revers, l'Empire concentre ses troupes sur les plaines de Naggiar, théâtre historique de grandes batailles, au décor lunaire, sillonné de tranchées. En dépit d'une infériorité numérique, l'état-major gallian décide de relever l'épreuve de forces et de s'engager de front dans une bataille à grande échelle dont l'issue s'annonce décisive. À l'heure des premiers bilans, l'armée gallianne a subi d'importantes pertes et est impuissante à enrayer les pouvoirs dévastateurs de Selvaria, la Valkyria. Alors que la 7e se trouve hors des combats, Alicia est pris pour cible par un tireur embusqué et se retrouve alitée. Quand les combats reprennent, la défaite de Gallia paraît écrite mais Alicia apparaît soudain sur le champ de bataille, dans un état second, portant une lance et un bouclier Valkyrur. Un duel entre les Valkyria s'engage : la volonté d'acier de Selvaria est impuissante face à sa « jumelle ». La bataille, qui reste gravée dans l'histoire militaire pour sa férocité et le duel qu'elle a opposé, se solde par une victoire gallianne. L'armée impériale fait marche arrière.

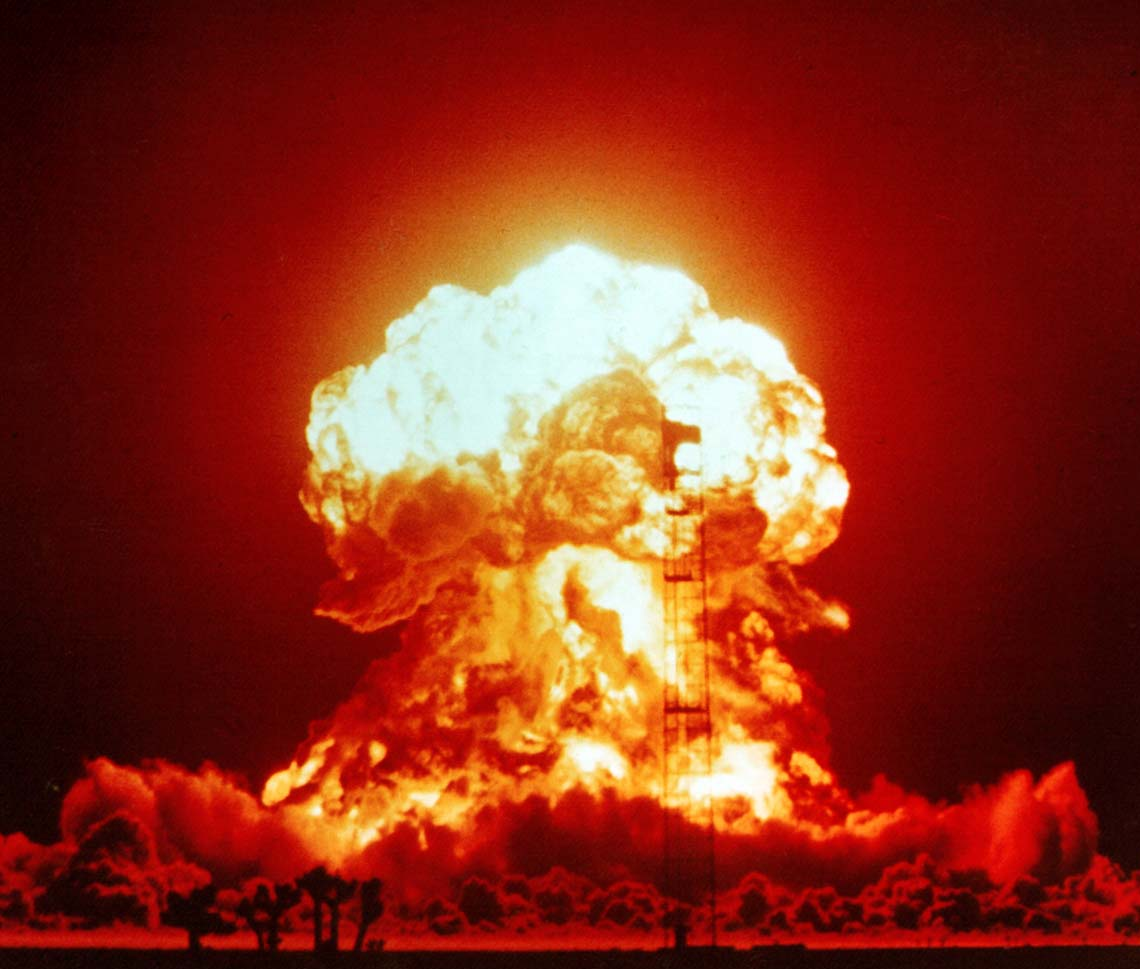
L'explosion de la Valkyria à Ghirlandaio est une évocation de l'explosion atomique.

Welkin a le succès amer, préoccupé par l'état de santé d'Alicia et furieux de découvrir que c'est son ami Faldio Landzaat qui l'a pris pour cible. Après avoir découvert qu'Alicia est une Valkyria, Faldio s'est résolu à trahir la confiance des siens pour l'intérêt de la nation. La véritable nature d'une Valkyria, ses dons préternaturels, se révèlent lorsque son sang coule à proximité d'une arme Valkyrur. Alicia a retrouvé la raison mais reste troublée par les évènements et le regard qu'on pose désormais sur elle. Maximilian apprend la défaite de son armée dans le calme de la certitude. Selvaria lui porte un dévouement absolu : il ordonne à la jeune femme de déclencher la « flamme finale » de la Valkyria et annonce son départ pour l'Est et le déclenchement de l'Opération Steel Scythe. Le Général Jaeger s'excuse du sort cruel réservé à Selvaria.
L'armée galliane prévoit de repousser définitivement l'ennemi en prenant d'assaut la citadelle de Ghirlandaio, située près de la frontière et de laquelle opère le commandement impérial. La milice a le rôle ingrat d'ouvrir la voie dans la forteresse, âprement défendu par Selvaria, qui se bat désormais en simple mortelle. Vaincue, et reconnaissant ses fautes après avoir parlé avec Welkins et Alicia, elle manipule le général gallian pour qu'il force la milice à partir aussitôt vers Randgriz en escortant les prisonniers impériaux, de façon qu'il obtienne tous les mérites de la victoire. Quelques heures plus tard, le général gallian savoure sa victoire dans la salle de commandement impérial quand Selvaria se libère de ses chaînes et se donne en sacrifice. Une gigantesque explosion souffle la citadelle et sa région, décimant l'armée régulière gallianne.
Au même moment, une forteresse mobile mené par Maximilian, le Marmota, traverse la forêt de Kloden en direction de Randgriz. La milice tente de l'intercepter. Alicia tente d'invoquer la flamme finale pour le détruire, mais Welkin la dissuade d'utiliser ses pouvoirs et lui déclare ses sentiments. Dans la course vers la capitale, l'escouade est ralentie par le bataillon du général Jaeger à Vasel. Le Marmota s'enfonce dans la ville jusqu'au château de Randgriz. Maximilian se présente devant la princesse Cordelia et lui réclame sa main. Il compte profiter de la renommée de la lignée Randgriz tel une dot pour dominer Europa. Il prépare aussi l'installation sur le Marmota d'une gigantesque lance Valkyrur, la Valkof, dissimulée dans la tour principale du château. Cordelia dévoile alors le véritable visage de la maison de Randgriz en retirant sa coiffe : sa chevelure noire atteste de ses origines Darcsens. Plusieurs millénaires auparavant, ce sont les Valkyrur qui ont ravagé le continent avec leur pouvoir et réécrit son Histoire. Les Randgriz sont les descendants d'un clan Darcsen dissident, que les Valkyrur ont établi sur les terres de Gallia en reconnaissance.
La milice, dernier espoir pour la souveraineté de Gallia, se présente aux portes de la capitale. Le Marmota se dirige vers eux, équipé de la Valkof, capable d'émettre des faisceaux de lumière qui dévastent la terre à perte d'horizon. Les membres de l'Escouade 7 parviennent à détruire la Valkof et abordent la forteresse mobile. Dans une confrontation finale, ils mettent fin à la folie de Maximilian, défiguré par les pouvoirs Valkyrur issus de la technologie ragnite. Le 25 octobre 1935, après sept mois de guerre, la voie de la paix s'ouvre pour Gallia. L'escouade est dissoute peu après la fin du conflit et chacun de ses membres poursuit son propre chemin.

## Développement
Le projet Valkyria Chronicles est mené par d'anciens membres du studio Overworks, qui ont notamment œuvré sur Skies of Arcadia (2000) et la série Sakura Taisen. Ryutaro Nonaka exerce la fonction de producteur et Shuntaro Tanaka (lead) et Takaharu Terada celle de directeurs créatifs. Takeshi Ozawa (lead), Takanobu Yoshino et Natsumi Yomada sont les game designers. La partie programmation est sous la responsabilité de Kazuhiro Matsuta.
Hirotaka Kanazawa est le responsable de l'aspect visuel du projet et Raita Honjō est le character designer. Le jeu présente une identité visuelle marquée, dans un style anime, avec un rendu crayonné et cerné des modèles 3D (cf. cel-shading). Un moteur graphique propriétaire, CANVAS, a été utilisé. Il permet des transitions tel que l'image se décompose pour devenir simple esquisse. Le style dessin animé est renforcé par l'utilisation d'icônes et d'onomatopées graphiques pour souligner les sentiments des protagonistes et les bruitages, ou encore de cases portrait sur fond fixe lors de dialogues.
La musique est composée par Hitoshi Sakimoto. La bande-son est centrée sur l'histoire d'amour et emprunte une « couleur » militaire pour refléter le contexte. Il a fallu environ huit mois de travail au compositeur au total; les thèmes de batailles massives ont été les plus difficiles à créer. Les symphonies sont jouées par l'orchestre Eminence Symphony Orchestra de Sydney. La chanson Succeeded Wish est interprétée par Megumi Toyoguchi. La chanson No Matter the Distance est composée par Daisuke Kawaguchi et interprétée par Juju. Un double album, Senjō no Valkyria Original Soundtrack (戦場のヴァルキュリア オリジナルサウンドトラック), est sorti le 21 mai 2008 au Japon.

### Senjō no Valkyria Original Soundtrack
- Compositeurs : Hitoshi Sakimoto, Daisuke Kawaguchi
- Date de sortie : 21 mai 2008
- Éditeur : Aniplex
- N° catalogue : SVWC-7550

| - CD1 1. No Matter the Distance... (Game Opening) 2. Main Theme 3. Beautiful Gallia 4. Desperate Fight 5. Randgrith City 6. Everyday Training 7. Street Fighting 8. Hope for Tomorrow 9. Daily Life of the 7th Platoon 10. The Field 11. We Are the Barracks 12. Strategy Instructions 13. Urgent Instructions 14. Hard Fight 15. Conferral of Honors 16. Europa at War 17. The Gallian War 18. Battle 19. Farewell and Tears 20. War in the Empire 21. Old Memory 22. Maximilian 23. Close Combat 24. Valkyria's Omen 25. Resistance 26. Valkyria's Awakening 27. Difficult Battle 28. Defeat | - CD 2 1. Empty Loneliness 2. Title Main Theme 3. Chronicles of the Gallian War 4. A Moment of Relief 5. People of Darcus 6. 7th Platoon of the Volunteer Army 7. Fierce Combat 8. Randgrith Archduke's Family 9. Anxiety 10. Decisive Battle 11. Recollection of That Day 12. The Limits of the Quarrel 13. Defensive Fight 14. Composition of the Confrontation 15. The Violating Ones 16. Quiet Chat 17. Ground Battleship Marmot 18. Crisis Draws Near 19. End of the Ambitions 20. Are the 7th Platoon 21. Final Decisive Battle 22. Conclusion 23. Succeeded Wish 24. Those Who Succeeded 25. No Matter the Distance... (Game Ending) 26. Succeeded Wish ~Piano Solo~ |

### Doubleurs japonais et anglais
| - Welkin Gunther (ja) Susumu Chiba (en) Dave Wittenberg - Alicia Melchiott (ja) Marina Inoue (en) Colleen O'Shaughnessey - Largo Potter (ja) Hisao Egawa (en) Fred Tatasciore - Brigitte "Rosie" Stark (ja) Megumi Toyoguchi (en) Hedy Burress - Isara Gunther (ja) Hōko Kuwashima (en) Laura Bailey - Zaka (ja) Kazuya Nakai (en) Steve Blum - Irene Ellet (ja) Naomi Shindō (en) Kari Wahlgren - Faldio Landzaat (ja) Takahiro Sakurai (en) Robin Atkin Downes - Eleanor Varrot (ja) Atsuko Tanaka (en) Julia Fletcher - Kreis Czherny (ja) Kenji Nojima (en) John DeMita - Leon Schmidt (ja) Masaya Onosaka (en) Patrick Seitz | - Cordelia gi Landgriz (ja) Mamiko Noto (en) Kate Higgins - Maurits von Borg (ja) Hidekatsu Shibata (en) Dwight Schultz - Georg von Damon (ja) Kozo Shioya (en) John DiMaggio - Martha Lipponen (ja) Kimiko Saitoh (en) Kate Higgins - Giogo Geld / Instructeur (ja) Yukimasa Kishino (en) Dwight Schultz - Maximilian (ja) Jun Fukuyama (en) Matthew Yang King - Selvaria Bles (ja) Sayaka Ohara (en) April Stewart - Radi Yaeger (ja) Akio Ōtsuka (en) Patrick Seitz - Berthold Gregor (ja) Chikao Ōtsuka (en) Roger L. Jackson - The Aged Gentleman (ja) Shingo Horii (en) Quinton Flynn |

## Commercialisation
| Média                     | Note              |
| ------------------------- | ----------------- |
| Consoles +                | 16 sur 20         |
| Electronic Gaming Monthly | A-                |
| Edge                      | 7 sur 10          |
| Eurogamer                 | 8 sur 10          |
| Famitsu                   | 8, 9, 9, 8 sur 10 |
| Gameblog                  | 4 sur 5           |
| GameSpot                  | 8.5 sur 10        |
| IGN                       | 9 sur 10          |
| Jeuxvideo.com             | 18 sur 20         |
| PlayStation Magazine US   | 4.5 sur 5         |
| Compilation de notes      |                   |
| GameRankings              | 87 sur 100        |
| Metacritic                | 87 sur 100        |

Les ventes de Valkyria Chronicles sont estimées à plus de 800 000 exemplaires. Le jeu s'écoule à 77 000 unités lors de la première semaine de commercialisation au Japon et à 33 000 exemplaires durant le mois de novembre aux États-Unis. Les ventes japonaises s'élèvent à environ 140 000 unités en 2008 (93e meilleure vente de l'année sur l'archipel tous supports confondus),. L'édition the Best est la 3e meilleure vente budget du support au Japon en 2009 avec 80 000 unités.
Une démo jouable est diffusée à partir du 9 octobre 2008 sur le PlayStation Network européen, proposant deux des premières missions de l'aventure. En occident, le jeu est uniquement proposé en langue anglaise et japonaise avec des sous-titres en anglais. Au Japon, il est réédité le 5 mars 2009 dans la gamme budget « The Best », version qui inclut le chapitre additionnel consacré à Edy Nelson. Le programme propose l'installation facultative des données de jeu sur le disque dur afin de limiter les temps de chargement (3.3 GB d'espace libre requis).
Valkyria Chronicles est bien accueilli par les médias spécialisés, considéré comme une des belles surprises de l'année 2008,. Le système de jeu, par son dynamisme, sa profondeur tactique et sa force immersive, est considéré comme la grande réussite du titre. Le magazine britannique Edge note que le jeu, « simple et élégant », tire des influences de titres tels que Ring of Red (2000, Konami) et même Full Spectrum Warrior (2004, Pandemic), et les assimile « pour créer quelque chose d'unique et intéressant ». Le titre obtient une note moyenne de 87 % dans les médias spécialisés anglo-saxons.

## Adaptations et produits dérivés
Deux mangas basés sur le jeu sont proposés à partir de novembre 2008 au Japon. Le premier, un shōjo, intitulé Senjō no Valkyria -Wish Your Smile- (戦場のヴァルキュリア -Wish Your Smile-) est illustré par Kyusei Tokito et paraît dans le magazine B' LOG (édition Enterbrain). L'histoire est centrée sur le sniper Julius Klose et l'ingénieur Mintz. Le second, Valkyria Chronicles - Gallian Chronicles, est illustré par Kito En et paraît dans le magazine Comp Ace (édition Kadokawa Shoten). Il suit le parcours d'Alicia, ancienne capitaine de Bruhl et de Welkin Gunter. Les deux séries de manga sont éditées en France par Soleil Manga. Deux autres séries sont sortis plus tard en rapport avec Valkyria Chronicles II et Valkyria Chronicles III.
Une adaptation en série d'anime est produite par le studio A-1 Pictures avec un scénario de Michiko Yokote, une réalisation de Yasutaka Yamamoto, un character design de Atsuko Watanabe, et des musiques de Hitoshi Sakimoto. La série est diffusée sur la chaîne japonaise Animax à partir d'avril 2009.
Deux collections de figurines à l'effigie de personnages féminins sont commercialisés à partir de juin 2008 au Japon (dont Alicia, Rosie, Isara, Selvaria, Eleanor, Edy, Rein, Jane). Dans la première, les personnages posent en tenue militaire, et dans la seconde, en tenue de plage.
Un guide de jeu, Valkyria Chronicles Official Strategy Guide, est édité en octobre 2008 aux États-Unis par Bradygames (176 pages) et un artbook, intitulé Valkyria Chronicles Development Artworks (400 pages), est publié en janvier 2010 au Japon aux éditions Enterbrain.